# Olympische Sommerspiele 1992/Teilnehmer (Island)
| Gelbes Symbol für Goldmedaillen mit stilisierten Olympischen Ringen | Graues Symbol für Silbermedaillen mit stilisierten Olympischen Ringen | Braundes Symbol für Bronzemedaillen mit stilisierten Olympischen Ringen |
| ------------------------------------------------------------------- | --------------------------------------------------------------------- | ----------------------------------------------------------------------- |
| —                                                                   | —                                                                     | —                                                                       |

Island nahm an den Olympischen Sommerspielen 1992 in Barcelona, Spanien, mit einer Delegation von 27 Sportlern (24 Männer und drei Frauen) teil.

## Teilnehmer nach Sportarten

### Badminton
- Árni Þór Hallgrímsson
Einzel: 17. Platz
Doppel: 17. Platz

- Broddi Kristjánsson
Einzel: 33. Platz
Doppel: 17. Platz

- Elsa Nielsen
Frauen, Einzel: 33. Platz

### Handball
- Herrenteam
4. Platz

- Kader
Bergsveinn Bergsveinsson
Birgir Sigurðsson
Einar Sigurðsson
Geir Sveinsson
Guðmundur Hrafnkelsson
Gunnar Andrésson
Gunnar Gunnarsson
Héðinn Gilsson
Jakob Sigurðsson
Júlíus Jónasson
Konráð Olavsson
Patrekur Jóhannesson
Sigurður Bjarnason
Valdimar Grímsson

### Judo
- Freyr Gauti Sigmundsson
Halbmittelgewicht: 34. Platz

- Bjarni Friðriksson
Halbschwergewicht: 21. Platz

- Sigurður Bergmann
Schwergewicht: 21. Platz

### Leichtathletik
- Pétur Guðmundsson
Kugelstoßen: 14. Platz in der Qualifikation

- Vésteinn Hafsteinsson
Diskuswerfen: 11. Platz

- Siggi Einarsson
Speerwerfen: 5. Platz

- Einar Vilhjálmsson
Speerwerfen: 14. Platz in der Qualifikation

### Schießen
- Carl Eiríksson
Kleinkaliber liegend: 50. Platz

### Schwimmen
- Helga Sigurðardóttir
Frauen, 50 Meter Freistil: 42. Platz
Frauen, 100 Meter Freistil: 40. Platz

- Ragnheiður Runólfsdóttir
Frauen, 100 Meter Brust: 19. Platz
Frauen, 200 Meter Brust: 27. Platz